# Jouy-le-Moutier
Jouy-le-Moutier é uma comuna francesa na região administrativa da Ilha de França, no departamento do Vale do Oise. Estende-se por uma área de 6.89 km². Em 2010 a comuna tinha 16 343 habitantes (densidade: 2 372 hab./km²).